# Wie entsteht Religion?
Das Buch Wie entsteht Religion? (WeR) ist ein zuerst 1926 unter dem Originaltitel Religion in the Making erschienenes Werk des britischen Philosophen und Mathematikers Alfred North Whitehead (1861–1947). Der Essay entstand aus einer Vorlesungsreihe, die Whitehead in der King’s Chapel in Boston vorgetragen hatte. Er ist der Spätphilosophie Whiteheads zuzurechnen, die ihre volle Ausformulierung in den Schriften Prozess und Realität sowie Abenteuer der Ideen gefunden hat. Thematisch ist Wie entsteht Religion? eine knappe religionsphilosophische Auseinandersetzung mit dem allgemeinen Phänomen der Religion. Whitehead, der als 65-Jähriger in Harvard ausgehend von seinen früheren naturphilosophischen Arbeiten eine vollständige Kosmologie entwarf, versucht hier den Zusammenhang religiöser Fragestellungen mit seiner allgemeinen Prozessphilosophie darzulegen. Dies erfolgt eher holzschnittartig, so dass das kleine Buch weder als Auseinandersetzung mit Arbeiten zur Religionsgeschichte noch als systematische Ausarbeitung einer bestimmten theologischen Position angesehen werden kann.
Für Whitehead war religiöse Erfahrung eine besondere Art der Erfahrung, deren Wirklichkeit man nicht leugnen kann (WeR 62). Sie ist eine besondere Art des Weltzugangs, „eine fraglose Gegebenheit überall in der langen Spanne der menschlichen Geschichte“. (WeR 13) Eine spekulative Philosophie, die die Aufgabe hat, ein kohärentes und adäquates Weltbild zu erzeugen, muss deshalb in der Lage sein, auch das Phänomen der Religion zu erklären. Whitehead bestimmte Religion als „Kunst und Theorie des inneren Lebens“, die zur Bildung des Charakters beiträgt. Religion ist ein notwendiger Bestandteil menschlichen Denkens. „Die Wissenschaft regt eine Kosmologie an; und alles, was auf eine Kosmologie zielt, bringt auch eine Religion mit sich.“ (WeR 106)
Die jeweilige Ausprägung der Religion betrachtete Whitehead als einen evolutionären, historischen Prozess in der Entwicklung der Menschheit, der zum einen der Förderung der sozialen Beziehungen dient, zum anderen aber hilft, das innere Erleben zu bewältigen, das der Mensch angesichts der Einsicht in seine Unvollkommenheit hat. Moderne Religionen sind rationalisiert und dadurch mit dem naturwissenschaftlichen Weltbild möglicherweise vereinbar. Ihre Dogmen erheben den Anspruch universeller Gültigkeit für das einzelne Individuum in seiner existenziellen Einsamkeit. Die Rationalität der Religionsphilosophie dient dazu, die Vereinbarkeit der Lehren mit den Erfahrungen zu prüfen und  einzufordern. Mit diesem Verständnis entwickelte Whitehead einen eigenen, panentheistischen Begriff Gottes, der für ihn im Streben der Prozesse in der Welt nach Harmonie zum Ausdruck kommt. Gott ermöglicht eine ästhetische Ordnung, zu der eine moralische Ordnung gehört. Gott ist der Begleiter, der die Gewissheit gibt, dass das Gute das Böse immer wieder überwindet.
Die Arbeit gilt als Ausgangspunkt der Prozesstheologie. Das international übliche Sigel des Werks ist RM.

## Einordnung in das Gesamtwerk
Whitehead schrieb den Text vor seinem metaphysischen Hauptwerk Prozess und Realität und nach Wissenschaft und moderne Welt, der ersten Abhandlung, die seiner späten Philosophie zugeordnet wird. In diesen drei Werken ist eine Entwicklung der religionsphilosophischen Auffassung Whiteheads im Sinne einer Vertiefung und vollständigeren Ausarbeitung seiner Position festzustellen. Erste Überlegungen finden sich in zwei Kapiteln (11: Gott sowie 12:Religion und Wissenschaft), die Whitehead erst nachträglich in Wissenschaft und moderne Welt eingefügt hatte. Die hier angedeuteten Gedanken werden in Wie entsteht Religion? ausgearbeitet und vertieft, ohne dass Brüche in der Darstellung entstehen. Anders als in Wissenschaft und moderne Welt durchzieht das Thema Gott und seine Rolle im metaphysischen Weltbild das gesamte Werk Prozess und Realität. Darüber hinaus ist dort in der abschließenden Interpretation das Schlusskapitel der Frage nach „Gott und die Welt“ gewidmet. Durch diese exponierte Behandlung kann „die philosophische Theologie als Krönung der Metaphysik gedacht“ werden.

## Inhalt

### Der Begriff der Religion
Religion bedarf der Rechtfertigung. Sie bestimmt den Charakter des Menschen und „ist die Kraft des Glaubens, der die Innerlichkeit reinigt“ (WeR 14), wenn der Mensch seinen Glauben aufrichtig lebt.
„Religion ist die Kunst und die Theorie des inneren menschlichen Lebens, sofern es von dem Menschen selbst und von dem abhängt, was an der Natur der Dinge beständig ist.“ (WeR 15–16) Die Beschreibung der Religion als soziale Tatsache ist nicht ausreichend, weil sich der Wert der Religion aus „dem inneren Leben, das die Selbstrealisierung der Existenz ist“, ergibt. (WeR 15) Religion ist wesentlich eine innere Erfahrung, die Einfluss auf die Lebenshaltung hat. „Religion ist das, was das Individuum aus seinem eigenen Solitärsein macht.“ (WeR 15, 39)
Gegenüber den konkreten, historischen religiösen Institutionen zeigte Whitehead eine deutliche Distanz. „Kollektive Begeisterungen, Erweckungsbewegungen, Institutionen, Kirchen, Bibeln, Verhaltensnormen sind die äußeren Zeichen von Religion, ihre vergänglichen Formen. Sie können nützlich oder schädlich, sie können autoritativ verordnet oder bloß vorübergehende Notbehelfe sein. Aber das Ziel von Religion liegt jenseits von alledem.“ (WeR 17)
Religion ist der Erlebnisbereich, in dem Werte eine besonders wichtige Rolle spielen. Whitehead warnte vor der Vorstellung, dass Religion an sich gut ist. „Sie kann sogar sehr schlimm sein. Die Tatsache des Bösen zeigt, mit den Texten der Welt verwoben, daß in der Natur der Dinge eine abwertende Kraft wirksam bleibt.“ (WeR 17) Religion kann nicht losgelöst von der Frage der Theodizee betrachtet werden. Gott kann auch ein Gott der Zerstörung sein.

### Religion als geschichtliches Phänomen
Entsprechend dem Stand der gesellschaftlichen Entwicklung sah Whitehead vier Aspekte, die den Charakter der Religion bestimmen. „Diese Faktoren sind Ritual, Gefühl, Glaube und zuletzt Rationalisierung.“ (WeR 16) Der Ursprung religiösen Denkens sind Rituale, die man schon in der Tierwelt vorfindet. Rituale sind „ein Produkt aus überschüssiger Energie und Müßiggang“ (WeR 18). Unabhängig von praktischen, animalischen Bedürfnissen werden  durch Rituale positive Gefühle erneuert. Sie dienen der Pflege des Zusammenhalts in einer Gemeinschaft, einer frühen menschlichen Gruppe oder einer Stammesgesellschaft. Religion hat ebenso wie das Spiel oder Drogen die Funktion, die Empfindsamkeit zu steigern. (WeR 19)

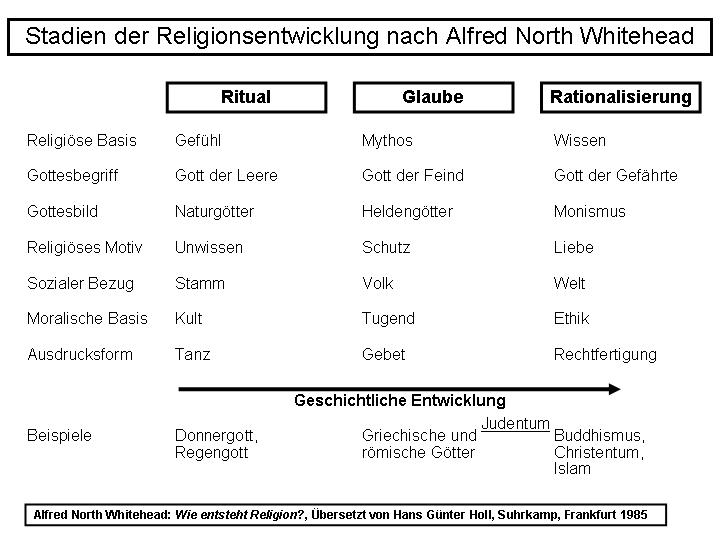
Stadien der Religionsentwicklung nach Alfred North Whitehead

Mythen sind für Whitehead bereits ein Entwicklungsschritt in der gesellschaftlichen Entwicklung. Durch Mythenbildung versuchen Menschen, die Welt zu erklären, allerdings noch ohne eine systematische Ordnung der empirischen Erfahrungen. „Der Mythos erklärt den Zweck sowohl des Rituals als auch des Gefühls. Er ist das Produkt einer lebhaften Phantasie primitiver Menschen in einer unerforschten Welt.“ (WeR 21) Die Religion in diesem Stadium fordert einen Glauben, der einen  Wahrheitsanspruch, also bereits erste Ansätze einer rationalen Rechtfertigung umfasst. Im Glauben liegt das Interesse, das Böse abzuwenden und das Gute zu fördern. Religiöser Glaube ist daher geeignet, größere soziale Einheiten an ein Regelwerk zu binden. Die jüdische Religion stellt einen Übergang zu den Weltreligionen dar, deren Merkmal die Rationalisierung ist. Sie ist noch an ein Volk gebunden, aber bereits monistisch. Die starke Bindung an das eigene Volk führt allerdings wie in der römischen Staatsreligion zu einer „krankhaften Übertreibung des nationalen Selbstbewußtseins.“ (WeR 35)
Wirkliche Allgemeingültigkeit, unabhängig vom sozialen Zusammenhang, beansprucht der Buddhismus, in dem sich das religiöse Gefühl auf den Einzelnen bezieht und für alles, was überhaupt lebt und leiden kann, einen Geltungsanspruch erhebt. Einen ähnlichen Anspruch erheben der Islam und das Christentum. In diesen Religionen ist der Einzelne als Solitär aus den Bindungen an seine Stammesbeziehungen herausgelöst und mit Regeln universeller Gültigkeit konfrontiert. Auch die Entstehung dieser Religionen ist auf große Persönlichkeiten zurückzuführen, die in der Regel eine prägende  Erfahrung als Ausgangspunkt ihres Wirkens gemacht haben.
„Die großen Religionsentwürfe, wie sie die Vorstellungswelt der zivilisierten Menschheit durchziehen, sind Szenen des Solitärseins. Der an den Felsen gekettete Prometheus, Mohammed grübelnd in der Wüste, die Meditationen Buddhas, der solitäre Mann am Kreuz. Es gehört zur Tiefe des religiösen Geistes, sich verlassen gefühlt zu haben, selbst von Gott.“ (WeR 17–18)
Der Mensch sucht in der rationalen Religion ein Glaubenssystem, das es ihm als Individuum erlaubt, sich in der modernen Welt zurechtzufinden.
„Rationale Religion ist die Religion, deren Glaubenssätze und Rituale mit dem Ziel reorganisiert sind, sie zu einem zentralen Element einer kohärenten Lebensordnung zu machen – einer Ordnung, die sowohl hinsichtlich der Aufklärung des Denkens als auch hinsichtlich der Ausrichtung des Verhaltens auf eine einheitliche Zweckbestimmung, die ethische Zustimmung erzwingt, kohärent sein soll. […] Die Lehrsätze der rationalen Religion zielen darauf, jene Metaphysik zu sein, die sich aus der überdurchschnittlichen Erfahrung der Menschheit in Augenblicken höchster Einsicht ableiten läßt.“ (WeR 26–27)
Es entsteht ein „Weltbewusstsein“, in dem sich das Individuum durch die Erfahrung der Einzigartigkeit und Einsamkeit mit der Welt als ganzer vereint. „Rationale Religion ist die weiterreichende bewußte Reaktion der Menschen auf das Universum, in dem sie sich befinden.“ (WeR 34) Sie kann erst entstehen, wenn der Mensch in der Lage ist, die relevanten allgemeinen Ideen und abstrakten ethischen Prinzipien zu entwickeln.
Rationale Religionen fassen die universellen Grundsätze, die für das Individuum gültig sind, in Dogmen. Die beiden in Hinblick auf die Rationalität am weitesten entwickelten Religionen, das Christentum und der Buddhismus, beruhen auf unterschiedlichen Konzepten. Der Buddhismus ist eine Metaphysik, die eine Religion hervorbringt. Seine Lehrsätze ergeben sich aus einer klaren metaphysischen Vorstellung. Das Christentum war hingegen von vornherein Religion, deren Ausgangspunkt Sprüche und Handlungen besonderer Personen war. In der Folge musste das Christentum eine Metaphysik entwickeln, um die religiöse Lehre der Bergpredigt und der Gleichnisse zu untermauern.
„Buddhismus und Christentum finden ihren jeweiligen Ursprung in zwei inspirierten Augenblicken der Geschichte: im Leben Buddhas und im Leben Christi. Buddha gab seine Lehre, um die Welt zu erleuchten; Christus gab sein Leben. Es ist an den Christen, die Lehre klar zu erkennen. Am Ende ist der wertvollste Teil der Lehre Buddhas vielleicht ihre Interpretation seines Lebens.“ (WeR 45)

### Religiöse Erfahrung
Laut Whitehead ist Religion ein Erfahrungsbereich, der eigenständig neben dem Erfahrungsbereich der Sinneswahrnehmung steht und ebenso wie dieser durch Lehrsätze bzw. „Dogmen“ beschrieben werden kann.
„Die Dogmen der Religion sind Ansätze, die in der religiösen Erfahrung der Menschheit enthüllten Wahrheiten präzise zu formulieren. Auf genau dieselbe Weise  sind die Dogmen der Physik Versuche, die in der Sinneswahrnehmung der Menschheit freigelegten Wahrheiten präzise zu formulieren.“ (WeR 47)
Die religiöse Erfahrung enthält drei Grundelemente, die in wechselseitiger Beziehung zueinander stehen (WeR 47–48):
1. Der Selbstwert eines Individuums
2. Der Wert der verschiedenen Individuen füreinander
3. Der Wert der objektiven Welt für das Individuum ebenso wie für die Gemeinschaft der Individuen, die alle wechselseitig verbunden sind und so das Universum ausmachen.

Religiöse Erfahrung ist immer mit Werten verbunden. Sie fragt nach der werthaften Bedeutung des Erfahrenen und berücksichtigt dabei Gefühle und Absichten so wie die physischen Bedingungen. Werten bedeutet, den individuellen Anspruch mit den Gegebenheiten des objektiven Universums in Einklang zu bringen. „Religion ist Welt-Loyalität“. (WeR 48) Diese Übereinstimmung bedeutet Harmonie, die in der Natur der Dinge liegt und mehr oder weniger vollständig erreicht werden kann.
Sofern die Übereinstimmung unvollständig ist, gibt es das Böse in der Welt. (WeR 49) Das Böse setzte Whitehead mit einem Verfehlen der richtigen Harmonie gleich.
Aus der Frage nach dem Charakter der richtigen Harmonie entsteht die Frage nach dem persönlichen Gott, der bestimmt, was richtig ist. Gibt es den Willen Gottes, der erkannt werden kann? Kann man Gott unmittelbar und intuitiv erfassen? In den asiatischen Religionen Konfuzianismus, Buddhismus und Hinduismus existiert der personale Gott in diesem Sinne nicht. „Es kann persönliche Verkörperungen geben, aber das Substrat ist unpersönlich.“ (WeR 50) Das Christentum baut zwar auf einem persönlichen Gott auf, verbietet aber, sich ein Bild von ihm zu machen. Gott als Wahrheit ist eine Vorstellung, die eine Schlussfolgerung aus der religiösen Erfahrung ist. Die Lehre eines Zugangs zu einem persönlichen Gott wird in den klassischen christlichen Konfessionen abgelehnt. Hierin knüpft das Christentum an das antike griechische Denken an. „In gewisser Weise stützten sich im antiken Griechenland alle Versuche, die Lehren einer rationalen Religion zu formulieren, auf die pythagoreische Vorstellung der direkten Intuition von einer Gerechtigkeit in der Natur der Dinge, die sich als Bedingung, Kritik und Ideal auswirkte. Die göttliche Persönlichkeit lag in der Natur einer Schlußfolgerung aus dem direkt aufgefaßten Naturgesetz, sofern die Schlußfolgerung tatsächlich gezogen wurde.“ (WeR 50–51)
Eine allein auf Gefühl basierende Religion kann alles behaupten, widerspricht aber der Vernunft. Intuitionen sind eine individuelle, psychologische Angelegenheit, die keinen Anspruch auf Allgemeingültigkeit hat. Sie können dem religiösen Denken einen Anstoß geben, müssen aber rationalisiert werden, um eine überpersönliche Bedeutung zu erlangen. „Die Vernunft spottet der Mehrheit.“ (WeR 53) In diesem Rahmen gibt es allerdings das Gefühl der elementaren religiösen Evidenz von der Richtigkeit der Natur der Dinge, „jenseits derer man sich auf nichts mehr berufen kann.“ (WeR 53)

### Der gleichzeitig immanente und transzendente Gott
Auf der Suche nach einem angemessenen Gottesbegriff findet man in der Geschichte drei Konzepte (WeR 54):
1. Das asiatische Konzept einer unpersönlichen Ordnung einer sich selbst organisierenden Welt
2. Das semitische Konzept eines persönlichen, allmächtigen und transzendenten Schöpfergottes, der die Welt nach seinem Willen gestaltet und in sie eingreift
3. Das pantheistische Konzept, wonach die wirkliche Welt eine partielle Beschreibung des transzendenten Gottes ist.

Das asiatische und das pantheistische Konzept sind kompatibel. Sie unterscheiden sich in der Perspektive. „Nach jenem sagen wir, wenn wir von Gott sprechen, etwas über die Welt; und nach diesem sagen wir, wenn wir von der Welt sprechen, etwas über Gott.“ (WeR 54–55) Das asiatische und das semitische Konzept sind unvereinbar, solange man nicht das semitische in das pantheistische Konzept überführt. (Spinozismus) Im semitischen Konzept entzieht sich Gott jeder Rationalisierung. Der Mensch ist dem Willen Gottes ausgeliefert und hat dadurch keine Erklärung für das Böse. Zudem entzieht sich der Gott des semitischen Konzeptes jedem Versuch, seine Existenz nachzuweisen. Selbst der ontologische Gottesbeweis, wonach der bloße Begriff von Gott seine Existenz beweist, hält logischer Kritik nicht stand. „Durch die Untersuchung der Welt können wir alle Faktoren auffinden, die von der metaphysischen Gesamtsituation vorausgesetzt werden; wir entwickeln so aber nichts, was nicht zu dieser Totalität wirklicher Tatsachen gehört und sie dennoch erklärt.“ (WeR 56) Der Bereich des Transzendenten bleibt dem Menschen verschlossen.
Gegenüber dem traditionellen semitischen Konzept hat das Neue Testament wichtige Veränderungen gebracht. Dies ist zum einen die Vorstellung der Immanenz Gottes („Das Reich Gottes ist mitten unter euch“). Zum anderen ist es der Primat der Liebe, der in der Vorstellung von Gott dem Vater zum Ausdruck kommt. „Damals [in der ersten Epoche des Christentums] war die christliche Theologie platonisch; sie folgte eher Johannes als Paulus.“ (WeR 58) Im Verlaufe ihrer Geschichte hat die Kirche jedoch diesen Weg verlassen und sich in der Entwicklung ihrer Dogmen, z. B. der Festlegung auf die Trinität Gottes, wieder dem semitischen Konzept angenähert.
Whitehead lehnte sowohl die „extreme Lehre der Transzendenz“ (Dualismus) als auch die „extreme Lehre der Immanenz“ (Pantheismus) ab. Whiteheads Charakterisierung Gottes ist die einer „immanenten Transzendenz“. Gott ist Teil des Kosmos, übersteigt in seinen Eigenschaften jeden Teil des Kosmos. Indem Gott Ordnung in der Welt schafft, schafft er Kontraste, also Differenzen, die die Unterscheidung von endlichen Ereignissen erst ermöglichen. Als Grund der Differenzen ist er selbst in seinen Geschöpfen enthalten, aber zugleich nicht als Differenz unterscheidbar. Er ist an allen Prozessen des Werdens und Vergehens beteiligt, wird und vergeht aber selber nicht. Üblicherweise wird die Prozesstheologie dem Panentheismus zugeordnet (siehe den Artikel Gott).

### Religion und Metaphysik
Im dritten Kapitel von Wie entsteht Religion? skizzierte Whitehead seine metaphysische Kosmologie, die er ausführlicher und weiterentwickelt in Prozess und Realität dargestellt hat. Grundlegend ist die Vorstellung der Welt als Prozess. Die Prozesselemente, die in sich wiederum Prozesse sind, nannte Whitehead „Wirkliche Einzelwesen“ (actual entities). In Wie entsteht Religion? verwendet er auch die Bezeichnung „epochales Ereignis“ (epochal event). Epochale Ereignisse sind nicht hintergehbare Urelemente des Universums, die durch eine Vielzahl von Verknüpfungen die netzartigen Strukturen des Universums bilden, und deren Prozesshaftigkeit in einem unablässigen Werden und Vergehen zum Ausdruck kommt.
„Das so enthüllte Universum ist durch und durch interdependent. Der Körper entweiht den Geist, und der Geist entweiht den Körper. Die biologischen Ziele gehen in Ideale für Normen über, und die Herausbildung von Normen beeinflußt die biologischen Tatsachen. Das Individuum gestaltet die Gesellschaft, diese das Individuum. Einzelne Übel schädigen die Welt, besondere Formen des Guten zeigen den Ausweg.“ (WeR 67–68)
In dieser Aussage werden zwei besondere Elemente der Metaphysik Whiteheads angesprochen. Zum einen umfassen die Urereignisse, die wirklichen Einzelwesen, immer sowohl einen geistigen als auch einen physischen Aspekt. Auch anorganische Strukturen wie Steine haben eine Art Empfinden, indem sie auf ihre Umwelt und sich verändernde Zustände der Umwelt (z. B. Wärme, Druck) „reagieren“ und sich zu dieser Umwelt „verhalten“. Zum anderen hat jedes Urereignis ein inneres subjektives Ziel, auf das es sich in seinem Werden hin entwickelt. Ein Stein „strebt“ danach, eine stabile Lage einzunehmen und der Schwerkraft zu folgen. Der Fluss der Ereignisse in der Natur ist nicht nur kausal bedingt, sondern folgt auch Zwecken, die in diesen Ereignissen final angelegt sind. Deshalb sind Umwelteinflüsse ein Datum, das das Urereignis in Hinblick auf das ihm innewohnende subjektive Ziel bewertet. Entscheidend ist das Wechselspiel der Ereignisse untereinander.
„Die wirkliche Welt, die Welt des Erfahrens, des Denkens und der physischen Aktivität, ist eine Gemeinschaft aus vielen verschiedenen Einzelwesen; und diese Einzelwesen tragen etwas zum gemeinsamen Wert der gesamten Gemeinschaft bei oder schaden ihm. Gleichzeitig sind diese wirklichen Einzelwesen selbst ihr eigener Wert für sich, sie sind individuell und voneinander trennbar. Sie tragen zum gemeinsamen Vorrat bei und leiden doch für sich. Die Welt ist eine Bühne des Solitärseins in der Gemeinschaft.“
„Die Individualität der Einzelwesen ist ebenso wichtig wie ihre Gemeinschaft. Das Thema der Religion ist Individualität in der Gemeinschaft.“ (WeR 68)
Die Wirkmechanismen, die das Zusammenspiel zwischen den Urereignissen und damit den Prozess des andauernden Werden und Vergehens in der zeitlichen wirklichen Welt in Gang halten, nannte Whitehead „Formelemente“. Dies sind (WeR 70):
1. Die Kreativität, durch die ein ständiger Übergang ins Neue erfolgt
2. Ideelle Entitäten oder Formen, die keine eigene Wirklichkeit haben, sondern sich im Verhältnis ihrer Relevanz in den Ereignissen exemplifizieren
3. Das wirkliche, aber nicht zeitliche Einzelwesen, durch welches die Unbestimmtheit bloßer Kreativität in eine bestimmte Freiheit umgewandelt wird, Gott.

Das Werden der Urereignisse ist unabgeschlossen. Das Universum ist ein offenes System. Wirkliche oder epochale Ereignisse haben eine Ausdehnung in Raum und Zeit. Wenn sie als Ereignis abgeschlossen sind, gehen sie als Datum in die ständig neu entstehenden Ereignisse ein. Durch die unendliche Vielfalt der Formen, vergleichbar mit den Ideen Platons oder den Universalien, besteht ein unendlicher Raum der Möglichkeiten, wie aus den vergangenen Ereignissen das Neue entsteht. Die Kreativität liegt in der Art der Synthese der verschiedenen Ereignisse in einem neuen epochalen Ereignis, in ein neues „Geschöpf“. Dies ist ein Wechselspiel.
„In der Konkretion werden die Geschöpfe durch die ideellen Formen qualifiziert, und umgekehrt werden die ideellen Formen durch die Geschöpfe qualifiziert. Daher hat das epochale Ereignis, das so auftaucht, in seiner Natur die anderen Geschöpfe unter dem Aspekt dieser Formen, und entsprechend schließt es die formen unter dem Aspekt dieser Geschöpfe ein. Demgemäß ist es ein eindeutiges, begrenztes Geschöpf, das infolge der Begrenzungen auftaucht, welche die Elemente so einander wechselseitig auferlegen.“ (WeR 72)
Auf welche Weise ein werdendes epochales Ereignis sich konkretisiert, hängt von den innewohnenden Zwecken, seinem subjektiven Ziel ab.
„Wert ist ein Bestandteil der Wirklichkeit selbst. Ein wirkliches Einzelwesen zu sein, heißt, ein Eigeninteresse zu haben. Dieses Eigeninteresse ist ein Empfinden der Selbstwertung; es ist eine emotionale Stimmung. Der Wert anderer Dinge außerhalb des eigenen Selbst ist der abgeleitete Wert, Elemente zu sein, die etwas zu diesem elementaren Eigeninteresse beitragen.“ (WeR 76–77) Jedes epochale Ereignis hat sowohl einen nach innen gerichteten, subjektiven Eigenwert, als auch einen objektiven für die äußere Welt relevanten Wert. „Die Zweckbestimmung Gottes ist das Erreichen von Wert in der zeitlichen Welt.“ (WeR 76) Gott ist das zeitlose Prinzip der Harmonie in der Welt. Durch Gott entsteht das Ziel einer harmonischen Ordnung. Weil die epochalen Ereignisse im kreativen Prozess im Rahmen der gegebenen Möglichkeiten frei sind, kann es sein, dass sie die Harmonie verfehlen. Auf diese Weise entsteht das Übel in der Welt. Es ist ein Verstoß gegen die ästhetisch harmonische Ordnung.
„Ordnung ist daher immer ästhetische Ordnung, und die moralische Ordnung besteht nur aus gewissen Aspekten der ästhetischen Ordnung. Die wirkliche Welt ist Resultat der ästhetischen Ordnung, und die ästhetische Ordnung ist von der Immanenz Gottes abgeleitet.“ (WeR 80)
Die Ursache des Bösen ist die Kreativität, denn ohne die Kreativität gäbe es kein Werden, das gegen die harmonische Ordnung in der Welt verstoßen kann. Ohne die Kreativität wäre überhaupt kein schöpferischer Prozess möglich. „Ein vollständiger Determinismus würde daher die vollständige Übereinstimmung der zeitlichen Welt mit sich selbst bedeuten.“ (WeR 73) Es gäbe nur Stillstand. Hiergegen sprechen aber die Tatsachen. Bei einem vollständigen Determinismus wäre das Böse ein Teil des Willen Gottes. Die Theodizee ist ein Problem, das alle Religionen haben, die von einem allmächtigen Gott ausgehen. Es gibt in der Welt ein Streben, das Böse zu beseitigen und zur Harmonie zurückzukehren. Das Böse ist deshalb instabil. Seine zerstörerischen Wirkungen enthalten zugleich das Ziel, es wieder aufzuheben.
„Der in der Welt bestehende Kontrast zwischen Übel und Gut ist der zwischen dem Aufruhr des Übels und dem „Frieden der höher ist als alle Vernunft“. Dem, was an sich gut ist, wohnt eine Selbsterhaltungskraft inne.“ (WeR 75) Gott als solcher enthält nichts Böses, sondern durch ihn strebt die Welt nach Harmonie. „Gott ist also das Maß der ästhetischen Konsistenz der Welt.“ (WeR 76)
Ähnlich wie die Prozessphilosophie dem Theodizee-Problem entgeht, ist auch das Leib-Seele-Problem für sie nicht relevant. Weil alle epochalen Ereignisse sowohl einen physischen Aspekt aufweisen, als auch ein subjektives geistiges Empfinden, ist im Prozessdenken der Dualismus von körperlichen und geistigen Substanzen, wie ihn Descartes konzipiert hatte, ein Fehlurteil über die erfahrbare Natur. Substanzen im Sinne von Materie sind nicht die ursprünglichen Bausteine der Natur. Dies sind vielmehr die Prozesse des Werdens und Vergehens der epochalen Ereignisse. Substanzen und Dinge sind bereits begriffliche Abstraktionen hiervon, die sich daraus ergeben, dass eine Folge von Einzelereignissen eine gewisse Stabilität aufweist. Ein Stein, den ein Mensch als stabil und unbewegt wahrnimmt, zeigt in seiner molekularen Struktur unablässig erhebliche Veränderungen. Eine Metapher für diesen Sachverhalt ist der Film. In einem analogen Film oder im Fernsehen erzeugt eine Folge einzelner Bilder den Eindruck einer Bewegung. In digitalen Systemen werden gar nur einzelne Pixel ausgetauscht. Tatsächlich besteht nach jeder Veränderung eine neue Konstellation, die als ein neuer „Wahrnehmungstropfen“ erfasst wird, während die alte vergangen ist. In der Prozessphilosophie gibt es den Gegensatz von Körper und Geist nicht, denn Körper sind eine Folge von verwandten Ereignissen, die jeweils auch den geistigen Aspekt enthalten. Materie und Geist werden in der Vorstellung erzeugt durch die der Welt immanente Ordnung, durch die die kreative Energie unablässig „das Universum zu einer Einheit fokussiert“. (WeR 85) Im Prozess geht ein gewordenes „wirkliches Ereignis in die Geburt eines anderen Falles von Werterfahrung“ ein. (WeR 85)
„Die ganze Welt wirkt zusammen, um eine neue Schöpfung hervorzubringen. Sie bietet dem Schöpfungsprozess seine Gelegenheiten und seine Begrenzungen.“ (WeR 86)
„Die Ordnung der Welt ist kein Zufall. Nichts Wirkliches könnte ohne ein gewisses Maß an Ordnung wirklich sein. Die religiöse Einsicht ist das Ergreifen dieser Wahrheit: Daß die Ordnung der Welt, die Tiefe der Realität der Welt, der Wert der Welt in ihrer Ganzheit und in ihren Teilen, die Schönheit der Welt, die Würde des Lebens, der Friede des Lebens und die Meisterung des Übels alle zusammenhängen – nicht zufällig, sondern aufgrund dieser Wahrheit: daß das Universum eine Kreativität mit unendlicher Freiheit und eine Sphäre von Formen mit unbegrenzten Möglichkeiten aufweist; daß  aber diese Kreativität und diese Formen auch gemeinsam nicht in der Lage sind, Wirklichkeit zu erreichen ohne die vollendete ideelle Harmonie, und diese Harmonie ist Gott.“ (WeR 90)

### Religiöse Wahrheit
Rationalisierung bedeutet auch, dass die religiösen Wahrheiten nicht im Widerspruch zum naturwissenschaftlichen Wissen stehen können. Wenn es zu einer Entfremdung von Religion und Wissenschaft kommt, so liegt das vor allem daran, dass eine Theologie dogmatisch im Stillstand verharrt und sich dem Neuen verschließt. Dies ist aus Sicht Whiteheads ein Fehler der Religionsvertreter. „Man kann weder die Theologie  vor der Wissenschaft, noch die Wissenschaft vor der Theologie schützen.“ (WeR 61)
Religiöse Wahrheiten müssen kohärent sein, um sich für die Interpretation des Lebens zu eignen. „Die Besonderheit religiöser Wahrheiten liegt darin, daß sie ausdrücklich mit Werten zu tun haben.“ (WeR 93) Durch diese Werte erhält die eigene Existenz Bedeutung. Diese Bedeutung, die auch ein gefühlsmäßiges Erfassen einschließt, ist durch Sprache oft nicht ausreichend ausdrückbar, weil sich angemessene Begriffe noch nicht herausgebildet haben. Leibniz und Newton entwickelten beispielsweise die Grundsätze der Differentialrechnung. Bis die angemessenen mathematischen Begriffe entstanden, dauerte es mehr als 200 Jahre. (WeR 95) „Wir wissen mehr über den Charakter derjenigen, die uns lieb und teuer sind, als wir genau in Worten ausdrücken können.“ (WeR 95–96)  Diese Einsicht ist wichtig bei der Formulierung religiöser Dogmen. Diese müssen versuchen, die beschriebenen Sachverhalte und Mechanismen angemessen zu formulieren. Vor allem muss man solche Lehrmeinungen aufgrund neuer Einsichten immer wieder fortentwickeln. Starre Dogmen bedeuten Stillstand.
„Man kann nicht absolute Endgültigkeit für ein Dogma beanspruchen, ohne gleichzeitig auf der entsprechenden Endgültigkeit der Denksphäre zu bestehen, in der es aufkam. […] Man kann die Inspiration nicht auf einen engen Kreis von Glaubensbekenntnissen begrenzen.“ (WeR 98)
Fortschritt hinsichtlich der Wahrheit entsteht auch in der Religion erst aus einer angemessenen Gestaltung von Begriffen. Fortschritt bedarf zudem des Freiraums für besondere Persönlichkeiten, die die Fähigkeit zu besonderen Denkleistungen haben.
„Standardgröße kann fast alles bewirken, nur nicht das Wachstum eines Genies fördern.“ (WeR 101) Religionen müssen offen für Neues und sich ihrer Entwicklung in ihren Traditionen bewusst sein. „Religionen begehen Selbstmord, wenn sie ihre Inspiration in ihren Dogmen finden. Die Inspiration der Religion liegt in ihrer Geschichte.“ (WeR 107) In dieser Hinsicht sah Whitehead ein Defizit der großen Religionen und forderte ein neues Gottesverständnis.
„Gott ist diejenige Funktion in der Welt, aufgrund deren unsere Absichten auf Ziele gerichtet werden, die in unserem eigenen Bewußtsein für unsere eignen Interessen unvorhereingenommen sind. Er ist dasjenige Element im Leben, vermöge dessen sich Urteile über die Tatsachen der Existenz hinaus auf Werte der Existenz erstrecken. Er ist dasjenige Element, vermöge dessen sich unsere Absichten über Werte für uns selbst hinaus auf Werte für andere ausdehnen. Er ist dasjenige Element, vermöge dessen die Erreichung eines solchen Wertes für andere in einen Wert für uns selbst transformiert wird.“
Er ist das bindende Element in der Welt. Das Bewußtsein, das in uns individuell ist, ist in ihm universell; die Liebe, die in uns partiell und parteilich ist, ist in ihm allumfassend. Ohne ihn könnte es keine Welt geben, denn eine Anpassung der Individualität wäre unmöglich. Seine Zweckbestimmung in der Welt ist die Qualität des Erreichens. Seine Zweckbestimmung ist immer verkörpert in den Idealen, die für den wirklichen Zustand der Welt relevant sind. […]
„Der gegenwärtige Ordnungstyp in der Welt ist aus einer unvorstellbaren Vergangenheit hervorgegangen, und er wird sein Grab in einer unvorstellbaren Zukunft finden. Was verbleibt, ist die unerschöpfliche Sphäre abstrakter Formen und die Kreativität mit ihrem sich verschiebenden Charakter, der durch ihre eigenen Geschöpfe immer wieder neu bestimmt wird, und Gott, von dessen Weisheit alle Formen der Ordnung abhängen.“ (WeR 117–119)

## Weiterentwicklungen in Prozess und Realität
Auch in Prozess und Realität stellte Whitehead die Religion in einen historischen Zusammenhang und betonte die Besonderheit der Liebe als treibende, nicht statische Kraft:
„In der großen Entwicklungsphase der theistischen Philosophie, die mit dem Aufstieg des Islams endete, kommen nach einer Fortentwicklung gleichzeitig mit der Zivilisation drei Denkrichtungen auf, die, bei vielen Abweichungen im Detail, jeweils Gott nach dem Bild eines Reichsherrschers, Gott nach dem Bild einer Personifizierung moralischer Energie und Gott nach dem Bild eines philosophischen Grundprinzips darstellen. […] Die Geschichte der theistischen Philosophie weist verschiedene Phasen der Kombination dieser drei unterschiedlichen Weisen des Umgangs mit dem Problem auf. Es gibt jedoch im galileischen Ursprung des Christentums noch eine andere Art der Anregung, die zu keinem der drei Hauptstränge des Denkens so richtig paßt. Sie legt das Schwergewicht weder auf den herrschenden Kaiser, noch auf den erbarmungslosen Moralisten oder den unbewegten Beweger. Sie hält fest an den zarten Elementen der Welt, die langsam und in aller Stille durch Liebe wirken; und sie findet ihren Zweck in der gegenwärtigen Unmittelbarkeit des Reiches, das nicht von dieser Welt ist. Liebe herrscht weder, noch ist sie unbewegt; auch ist sie wenig nachlässig gegenüber der Moral.“ (PR 612–613)
Prozess und Realität enthält jedoch mindestens zwei Aspekte, die in Wie entsteht Religion? noch nicht deutlich hervortreten. Dies ist zum einen die besondere Betonung der Kreativität als der eigenständigen Antriebskraft der Welt, der auch Gott unterliegt. Zum anderen arbeitete Whitehead erst im späteren Werk die Bipolarität Gottes heraus, der einerseits als Urgrund aller Geschehnisse unveränderlich Zweck und Ziel der Welt bestimmt, andererseits aber als in der Welt enthalten, von deren Werden abhängig ist. Gott hat in diesem Sinne nicht nur eine „Urnatur“, sondern auch eine „Folgenatur“.

## Rezeption
Whiteheads Religionsverständnis hat mehr noch als seine allgemeine Metaphysik in der Prozessphilosophie vor allem in theologischen Kreisen Beachtung gefunden. Unter dem Begriff der Prozesstheologie finden sich eine Reihe von Auffassungen, die unmittelbar an ihn, aber auch an seinen wichtigsten Schüler Charles Hartshorne, der die Metaphysik Whiteheads als philosophische Theologie interpretierte, anknüpfen. Weitere wichtige Vertreter sind etwa Ian G. Barbour, John B. Cobb, David Ray Griffin, Roland Faber, Lewis S. Ford, Joseph A. Bracken SJ (* 1930), C. Robert Mesle (* 1950), Michael Welker oder Godehard Brüntrup.
Naturwissenschaftler, die sich zugleich mit Fragen der Religionsphilosophie befasst haben und einen prozessorientierten Panentheismus vertreten, sind Charles Birch, Arthur Peacocke und John Polkinghorne, der auch direkt an Whitehead anschließt.
Bekannte jüdische Prozesstheologen sind Milton Steinberg (1903–1950) und Max Kadushin (1895–1980).
Unabhängige Parallelen zu Whiteheads Religionsphilosophie finden sich bei Martin Buber, Pierre Teilhard de Chardin, Sarvepalli Radhakrishnan oder Sri Aurobindo.

## Ausgaben
- Religion in the Making. [1926] mit einer Einführung von Judith A. Jones. Fordham University Press, New York 1996 (online)
- Wie entsteht Religion? Übersetzt von Hans Günter Holl. Suhrkamp, Frankfurt 1985.